# Zone 4 des transports en commun d'Île-de-France

Carte du RER d'Île-de-France indiquant la division de la région en zones tarifaires. La zone 4 est la 2e zone claire à partir du centre.

La zone 4 est une zone du système tarifaire zonal concentrique utilisé par les transports en commun d'Île-de-France.

## Caractéristiques
La zone 4 a vu le jour en même temps que la carte Orange en 1975.
Géographiquement, elle constitue la plus lointaine zone tarifaire de la « petite couronne » formée des trois départements limitrophes de la ville de Paris (Hauts-de-Seine, Seine-Saint-Denis et Val-de-Marne), mais elle s'étend au-delà puisqu'elle va, par exemple, jusqu'aux gares de Chelles - Gournay (Seine-et-Marne) ou Versailles (Yvelines).
En termes de transport lourd, la zone 4 est principalement desservie par le train (RER et Transilien) mais également par quelques lignes de tramway, et par certaines lignes de bus à haut niveau de service (BHNS). Dans le cadre du Grand Paris Express, cette zone comprend depuis juin 2024 ses premières stations de métro avec l'extension de la ligne 14 à l'aéroport d'Orly, et pourrait en comporter d'autres notamment avec l'arrivée de la future ligne 16. C'est d'ailleurs la zone la plus lointaine de Paris desservie par le métro.

## Gares

### RER A
- Bry-sur-Marne
- Noisy-le-Grand-Mont d'Est
- Noisy - Champs
- Sucy - Bonneuil
- Boissy-Saint-Léger
- Chatou - Croissy
- Le Vésinet-Centre
- Le Vésinet - Le Pecq
- Saint-Germain-en-Laye
- Houilles - Carrières-sur-Seine
- Sartrouville
- Maisons-Laffitte

### RER B
- Aulnay-sous-Bois
- Sevran - Beaudottes
- Villepinte
- Parc des Expositions
- Sevran - Livry
- Vert-Galant
- Fontaine Michalon
- Les Baconnets
- Massy - Verrières
- Massy - Palaiseau
- Palaiseau
- Palaiseau - Villebon
- Lozère

### RER C
- Saint-Gratien
- Ermont - Eaubonne
- Cernay
- Franconville - Le Plessis-Bouchard
- Montigny - Beauchamp
- Villeneuve-le-Roi
- Ablon
- Athis-Mons
- Juvisy
- Savigny-sur-Orge
- Épinay-sur-Orge
- Les Saules
- Orly-Ville
- Rungis - Aéroport d'Orly
- Rungis - La Fraternelle
- Chemin d'Antony
- Massy - Verrières
- Massy - Palaiseau
- Versailles-Chantiers
- Porchefontaine
- Versailles-Château-Rive-Gauche

### RER D
- Pierrefitte - Stains
- Garges - Sarcelles
- Villiers-le-Bel - Gonesse - Arnouville
- Villeneuve-Triage
- Villeneuve-Saint-Georges
- Montgeron - Crosne
- Yerres
- Vigneux-sur-Seine
- Juvisy
- Viry-Châtillon

### RER E
- Le Raincy - Villemomble - Montfermeil
- Gagny
- Le Chénay-Gagny
- Chelles - Gournay
- Villiers-sur-Marne - Le Plessis-Trévise
- Les Yvris-Noisy-le-Grand

### Transilien H
- Deuil - Montmagny
- Groslay
- Sarcelles - Saint-Brice
- Écouen - Ézanville
- Domont
- La Barre - Ormesson
- Enghien-les-Bains
- Champ de courses d'Enghien
- Ermont-Halte
- Gros Noyer - Saint-Prix
- Saint-Leu-la-Forêt
- Vaucelles
- Taverny
- Cernay
- Franconville - Le Plessis-Bouchard
- Montigny - Beauchamp

### Transilien J
- Argenteuil
- Sannois
- Ermont - Eaubonne
- Val d'Argenteuil
- Cormeilles-en-Parisis
- La Frette - Montigny
- Herblay
- Houilles - Carrières-sur-Seine

### Transilien K
- Aulnay-sous-Bois

### Transilien L
- Houilles - Carrières-sur-Seine
- Sartrouville
- Maisons-Laffitte
- Vaucresson
- La Celle-Saint-Cloud
- Bougival
- Louveciennes
- Marly-le-Roi
- Montreuil
- Versailles-Rive-Droite

### Transilien N
- Versailles-Chantiers

### Transilien P
- Chelles - Gournay

### Transilien U
- Versailles-Chantiers

### Transilien V
- Massy - Palaiseau
- Igny
- Bièvres
- Vauboyen
- Jouy-en-Josas
- Petit Jouy - Les Loges
- Versailles-Chantiers

## Métro

### Ligne 14
- Thiais - Orly
- Aéroport d'Orly

## Tramway
- T2 : Pont de Bezons
- T4 : entre Allée de la Tour - Rendez-Vous et Aulnay-sous-Bois et toute la branche de Gargan à Hôpital de Montfermeil
- T5 : entre Mairie de Pierrefitte et Garges - Sarcelles
- T7 : entre Robert Schuman et Athis-Mons
- T9 : entre Christophe Colomb et Orly - Gaston Viens
- T11 : Pierrefitte - Stains
- T12 : entre Massy - Palaiseau et Épinay-sur-Orge
- T13 : entre Saint-Germain-en-Laye et Mareil-Marly